# Hundred
|  | Per a altres significats, vegeu «Hundred (divisió)». |

Hundred és una població del Comtat de Wetzel a l'estat de Virgínia de l'Oest (Estats Units d'Amèrica).

## Demografia
Segons el cens dels Estats Units del 2000 tenia 344 habitants, 146 habitatges, i 83 famílies. La densitat de població era de 282,6 habitants per km².
Dels 146 habitatges en un 30,1% hi vivien nens de menys de 18 anys, en un 42,5% hi vivien parelles casades, en un 11,6% dones solteres, i en un 42,5% no eren unitats familiars. En el 37,7% dels habitatges hi vivien persones soles el 20,5% de les quals corresponia a persones de 65 anys o més que vivien soles. El nombre mitjà de persones vivint en cada habitatge era de 2,36 i el nombre mitjà de persones que vivien en cada família era de 3,11.
Per edats la població es repartia de la següent manera: un 25,6% tenia menys de 18 anys, un 6,1% entre 18 i 24, un 24,1% entre 25 i 44, un 24,7% de 45 a 60 i un 19,5% 65 anys o més.
L'edat mediana era de 43 anys. Per cada 100 dones de 18 o més anys hi havia 86,9 homes.
La renda mediana per habitatge era de 25.192 $ i la renda mediana per família de 26.731 $. Els homes tenien una renda mediana de 31.250 $ mentre que les dones 18.750 $. La renda per capita de la població era de 12.395 $. Entorn del 26,3% de les famílies i el 33,6% de la població estaven per davall del llindar de pobresa.

## Poblacions properes
El següent diagrama mostra les poblacions més properes.